# National Board of Boiler and Pressure Vessel Inspectors
 (mars 2012).
Le contenu est difficilement compréhensible vu les erreurs de traduction, qui sont peut-être dues à l'utilisation d'un logiciel de traduction automatique.
Le National Board of Boiler and Pressure Vessel Inspectors est composé d’inspecteurs-chefs de chaudières et de récipients sous pression, inspecteurs qui représentant les États, les villes et provinces et qui appliquent et améliorent les lois et règlements pour ce genre d’équipement. Créé pour prévenir accidents, morts, blessés et dommages, ces lois et règlements représentent l’input collective des membres de National Board members. 
Au cours des dix dernières années, plus de six millions d’inspections de récipients sous pression ont été menées aux États-Unis. Parmi ces résultats, on relève plus de 556 000 infractions, soit plus de 556 000 accidents potentiels qui ont été évités : environ presque un sur dix récipients sous pression qui ont été inspectés. Pour le grand public, l’importance de ces inspecteurs bien formés et spécialement commandés est d'une importance critique : chaque personne dans le monde civilisé passe tout près de récipients sous pression plusieurs fois par jour.

## Danger des équipements sous pression
Il y a plus de 50 000 morts causés par des équipements sous pression chaque année. Toutefois, s'ils ne sont pas correctement entretenus et inspectés, chaudières et réservoirs sous pression (pressure vessel) peuvent être meurtriers et dans certains cas, catastrophiques. 
Par exemple, la rupture d’un chauffe-eau classique de 110 litres produit l’équivalent de presque 40 grammes de nitroglycérine. Autrement dit, il s’agit d’une force suffisante pour envoyer une voiture moyenne une hauteur de 38 mètres ou davantage avec une vitesse de plus de 130 kilomètres par heure. Lorsqu’un tel chauffe-eau explose, son volume se dilate d'un coup de 1 600 fois environ. Une grande chaudière industrielle a la capacité de raser entièrement un immeuble.

## Sources
- (en) Cet article est partiellement ou en totalité issu de l’article de Wikipédia en anglais intitulé « National Board of Boiler and Pressure Vessel Inspectors » (voir la liste des auteurs).